# Bursa tenuisculpta
Bursa tenuisculpta är en snäckart som först beskrevs av Philippe Dautzenberg och Fischer 1906.  Bursa tenuisculpta ingår i släktet Bursa och familjen Bursidae.

## Underarter
Arten delas in i följande underarter:
- B. t. tenuisculpta
- B. t. natalensis